# HomeLight
HomeLight — компания, занимающаяся технологиями в сфере недвижимости. Основана в Сан-Франциско, Калифорния. Расположенная в Скоттсдейле, Аризона. Онлайн-платформа для соединения агентств недвижимости с покупателями и продавцами. Клиент проходит небольшой опрос на сайте и HomeLight на основе результата опроса и статистики сделок с недвижимостью подбирает риелторов.

## История
HomeLight была основана в 2012 году Дрю Уэром, после того, как он и его жена столкнулись с трудностями при поиске агентов на основе потребностей.
В феврале 2015 года компания получила 3 миллиона долларов финансирования во главе с Bullpen Ventures при участии Montage Ventures, Crosslink Capital, Krillion Ventures, 500 Startups и Western Technology Investment.
В 2016 году компания HomeLight получила финансирование в размере 11 миллионов долларов от Zeev Ventures и Group 11.
2017 компания привлекла в общей сложности 15,5 млн долларов от инвесторов. В августе HomeLight привлекла 40 миллионов долларов в рамках финансирования серии B в рамках раунда, возглавляемого Menlo Ventures с участием Citi Ventures, а также предыдущих инвесторов Zeev Ventures, Group 11, Crosslink Capital и Innovation Endeavors.
В январе 2018 HomeLight объявила о партнерстве с Yelp для добавления данных из алгоритма HomeLight в списки Yelp Home Services.
В июле 2019 HomeLight приобрела Eave, стартап цифровой ипотеки. В ноябре HomeLight получила в общей сложности 160 миллионов долларов от Zeev Ventures, Group 11, Menlo Ventures, Crosslink Capital, Stereo Capital и других.
2020 В августе компания приобрела Disclosures.io и представила новый сервис для помощи агентам по недвижимости под названием HomeLight Listing Management.
В начале сентября 2021 HomeLight оценивалась в 1,6 миллиарда долларов.

## Товары и услуги
Алгоритм HomeLight ранжирует агентов в соответствии с данными, включая данные о продажах и агентских записях из более чем 100 источников и приблизительно 30 миллионов транзакций по всей стране. Алгоритм ранжирует агентов по ценовому диапазону, району, типу собственности и уровню опыта. HomeLight говорит, что их алгоритм ранжирует агентов независимо от статуса соглашения, и агент платит комиссию за обслуживание только после завершения транзакции.